# Ezhou
Ezhou (chiń. 鄂州; pinyin Èzhōu) – miasto o statusie prefektury miejskiej w środkowych Chinach, w prowincji Hubei, nad rzeką Jangcy. W 2010 roku liczba mieszkańców miasta wynosiła 201 683. Prefektura miejska w 1999 roku liczyła 1 043 815 mieszkańców.

## Podział administracyjny
Prefektura miejska Ezhou podzielona jest na trzy dzielnice:
- Dzielnice:
  - Echeng (鄂城区)
  - Huarong (华容区)
  - Liangzihu (梁子湖区)

| Mapa                     |
| ------------------------ |
| Echeng Huarong Liangzihu |